# Best Man Wins
Best Man Wins is een Amerikaanse dramafilm uit 1948 onder regie van John Sturges.

## Verhaal
De kikker van Jim Smiley kan verder springen dan welke kikker dan ook. Hij raakt op die manier geobsedeerd door verspringwedstrijden voor kikkers. Door die obsessie komt zijn huwelijk met Nancy in gevaar.

## Rolverdeling
| Acteur           | Personage      |
| ---------------- | -------------- |
| Edgar Buchanan   | Jim Smiley     |
| Anna Lee         | Nancy Smiley   |
| Robert Shayne    | Rechter Carter |
| Gary Gray        | Bob Smiley     |
| Hobart Cavanaugh | Amos           |
| Stanley Andrews  | Sheriff Dingle |
| George Lynn      | Mijnheer Crow  |
| Billy Sheffield  | Monty Carter   |
| Marietta Canty   | Hester         |
| Paul E. Burns    | Barman         |